# Arvingarna (TV-serie)
Arvingarna (originaltitel: The Brothers) är en brittisk TV-serie som hade premiär 1972. Serien skapades och skrevs av N. J. Crisp och Gerard Glaister. Totalt producerades serien i 92 avsnitt som ursprungligen sändes mellan 1972 och 1977.  
Serien handlade om de tre bröderna Hammond; Edward, Brian och David, som ärver faderns åkeriföretag. Den fjärde arvingen är den avlidne faderns sekreterare, Jennifer (Jennifer Wilson), med vilken han också har ett barn - något som avslöjas när testamentet lästes upp i första avsnittet. En långvarig konflikt blev sedan romansen mellan Edward och Jennifer, som brödernas mor gjorde allt för att sätta P för.
Serien blev en stor framgång både i England och Sverige under 1970-talet. Andra rollfigurer i serien var mamman (spelad av Jean Anderson) och broder Brians fru Anne (Hilary Tindall) som var lätt att tycka illa om. Fackföreningsbasen Bill Riley (Derek Benfield) körde lastbil i början, men blev till slut medlem av företagsstyrelsen. 
1974 anslöt den fruktade bankmannen Paul Merroney (Colin Baker) som hotade att ta över hela företaget. Ytterligare en prominent rollfigur var Jane Maxwell (Kate O'Mara), hårdför kvinnlig chef för ett flygfraktföretag.
Vid mitten av 1970-talet uppkom i Sverige en diskussion om att det dracks för mycket alkohol i TV. Arvingarna var ett av många andra som då nämndes i debatten, trots att det egentligen inte dracks påfallande mycket i Arvingarna. Några av skådespelarna uppträdde på Gröna Lund i Stockholm sommaren 1977. Paul Merroney (Colin Baker), April Merroney (Liza Goddard), Brian Hammond (Richard Easton), Gwen Riley (Margaret Ashcroft) och Bill Riley (Derek Benfield).
Totalt gjordes det 92 avsnitt mellan åren 1972 och 1976. Första säsongen av serien gavs ut på DVD i England i oktober 2006. Den svensktextade utgåvan av första säsongen kom 18 februari 2009.